# مارچل آنگلسکو
مارچل آنگلسکو (انگلیسی: Marcel Anghelescu؛ ‏ تلفظ رومانیایی: [marˈt͡ʃel anɡeˈlesku]؛ ‏ ۳ نوامبر ۱۹۰۹ – ۲۲ فوریهٔ ۱۹۷۷) بازیگر اهل رومانی بود.
از فیلم‌ها یا برنامه‌های تلویزیونی که وی در آن نقش داشته‌است، می‌توان به استفن کبیر - واسلویی ۱۴۷۵، پنداره‌ها ۱۹۰۰، تلگرام و خارهای باراگان اشاره کرد.